# Exenterus rutiabdominalis
Exenterus rutiabdominalis är en stekelart som beskrevs av Gupta 1993. Exenterus rutiabdominalis ingår i släktet Exenterus och familjen brokparasitsteklar. Inga underarter finns listade i Catalogue of Life.